# Takai
Pour les articles homonymes, voir Takai (homonymie).
Takai est une zone de gouvernement local de l'État de Kano au Nigeria,.

## Source
- (en) Cet article est partiellement ou en totalité issu de l’article de Wikipédia en anglais intitulé « Takai » (voir la liste des auteurs).